# Гангска мека речна костенурка
Гангските меки речни костенурки (Nilssonia gangetica) са вид едри влечуги от семейство Мекочерупчести костенурки (Trionychidae).
Разпространени са в реките на Южна Азия. Достигат дължина на черупката до 94 сантиметра. Хранят се главно с риба, земноводни и мърша, но също и с водни растения.